# Пащърнак
Пащърнак (Pastináca) са род двугодишни, по-рядко многогодишни растения от семейство Сенникови.

## Описание
Стъблата са неподути във възлите. Листата са последователни, перести до двойно перести. Плодът е елипсовиден до закръглен, слабо издут или сплеснат с нишковидни ребра.

## Видове
Съществуват около 15 вида в Европа и Азия, в България – 3 вида. Културният пащърнак (Pastinaca sativa) е кореноплодно зеленчуково растение, в Западна Европа е и фуражно.

## Допълнителни сведения
Съдържа витамин C. Използва се предимно като подправка.